# Linnéa Wickman
Anna Linnéa Wickman, född 22 oktober 1992 i Maria församling i Gävle, är en svensk politiker (socialdemokrat). Hon är ordinarie riksdagsledamot sedan 2022, invald för Gävleborgs läns valkrets.
I riksdagen är hon ledamot i utrikesutskottet och OSSE-delegationen sedan 2022. Wickman är även suppleant i EU-nämnden.